# 高エネルギーリン酸結合
高エネルギーリン酸結合（こうエネルギーリンさんけつごう、英: High‐energy phosphate bond, energy‐rich phosphate bond）とはアデノシン三リン酸など高エネルギーリン酸化合物が有するリン酸無水物結合を意味する生化学上の概念である。
ピロリン酸など、通常のリン酸化合物においては、リン酸無水物結合の加水分解による切断時の標準自由エネルギーの減少は3 kcal/mol程度である。それに対して、ATPの加水分解における減少は7 kcal/molにも達することが実験的に確認されている。それゆえ、この種のリン酸結合を有する化合物を高エネルギーリン酸化合物と呼ぶ。なお、反応の自由エネルギー変化が大きいのであって、P-O間の結合エネルギーは一般の化合物と比べて特に大きいわけではない点に注意が必要である。
生化学では高エネルギーリン酸化合物を化学式で表す場合のみリン酸をPを丸で括った記号を用い、そのうち高エネルギーリン酸結合を「～」（波線）で表すことがある。例えば、アデノシン三リン酸の場合、アデノシンと結合しているリン酸は通常の結合であるが、リン酸間を結んでいる結合は～で表される。
生体内の物質代謝における反応には、化学ポテンシャルの変化から自発的に進行すると予測される方向とは異なる方向に進行するものが多い。そのほとんどは、高エネルギーリン酸結合の切断反応と共役することで実現されている。したがって、高エネルギーリン酸化合物の持つ生化学的な意味は大きい。言い換えると、筋肉の収縮や濃度勾配に逆らった物質輸送は、高エネルギーリン酸結合の関与によって初めて成し得るものである。
アデノシン三リン酸などのリン酸無水物結合が高エネルギー結合となる原因については、共鳴エネルギーの低下やリン酸間の静電反発の増大あるいは、母核化合物の互変異性など高エネルギーリン酸化合物の構造に由来する原因が複合していると考えられている。
これらの結合に関する「高エネルギー」という用語は、負の自由エネルギー変化の直接的な原因が結合それ自身の切断によるものではないため誤解を招きかねない。これらの結合の切断は、ほとんどの結合の切断と同様に吸エルゴン的であり、エネルギーを放出するよりむしろ消費する。負の自由エネルギー変化はそれよりむしろ、加水分解後に生じる結合（またはATPによる残基のリン酸化）が加水分解前に存在する結合よりもエネルギー的に低いという事実から来ている（これには、リン酸結合自身だけでなく、反応に関与する「全て」の結合が含まれる）。この効果は反応物と比較した生成物の共鳴安定化および溶媒和の増大など数多くの原因によるものである。

## 高エネルギーリン酸化合物
次に、高エネルギーリン酸化合物を示す。
- ヌクレオシド三リン酸、ヌクレオシド二リン酸　= アデノシン三リン酸（ATP）、アデノシン二リン酸（ADP）等
- アシルリン酸　= アセチルリン酸 等
- グアニジンリン酸　=　クレアチンリン酸　等
- エノールリン酸　=　ホスホエノールピルビン酸　等